# Especie nativa

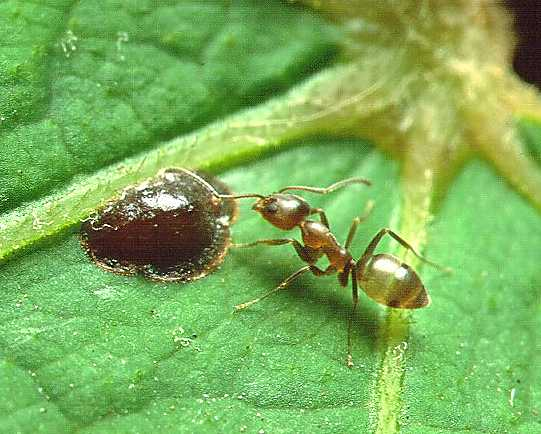
Linepithema humile, especie nativa de Sudamérica, introducida en otras partes del mundo.

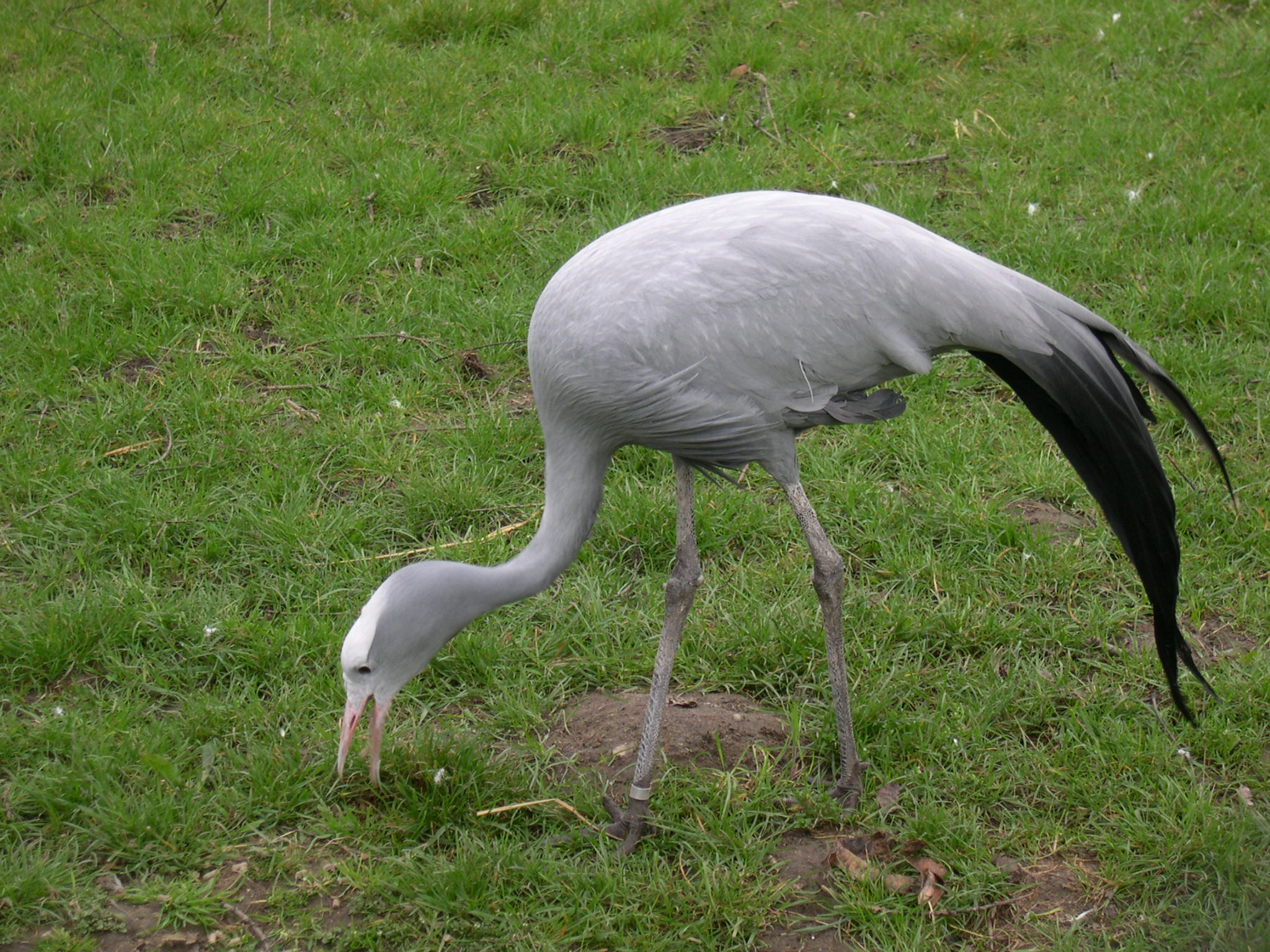
Grus paradisea grulla del paraíso, especie nativa y endémica de Sudáfrica.

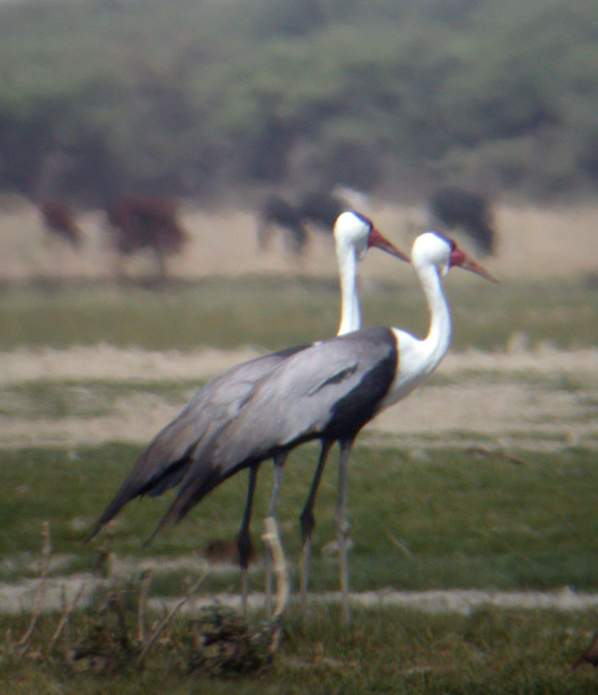
Bugeranus carunculatus, especie nativa de África.

En biogeografía, una especie nativa, especie indígena o autóctona es una especie que pertenece a una región o ecosistema determinados. Su presencia en esa región es el resultado de fenómenos naturales sin intervención humana (pasada o actual). Todos los organismos naturales, en contraste con organismos domesticados, tienen su área de distribución dentro de la cual se consideran nativos. Fuera de esa región si son llevadas por los humanos se les considera especies introducidas. 
Una especie nativa no es necesariamente endémica. En biología y ecología, endémico quiere decir nativo exclusivamente de una biota específica. Una especie nativa puede ocurrir en más de un lugar. Por ejemplo dos especies de grullas africanas, la Grus paradisea o grulla del paraíso es nativa y endémica del sur de África, mientras que la grulla Bugeranus carunculatus o grulla carunculada es nativa del sur y norte de África. La última tiene una distribución más amplia, por consiguiente no es considerada endémica, ya que esta restringida exclusivamente a una región o área especifica. 
Tampoco quiere decir que se originó en ese lugar. Las especies pueden trasladarse o ser trasladadas a otros locales donde se establecen en el curso de su historia evolutiva.
El conjunto de especies nativas constituyen la flora y fauna autóctonas. Están bien adaptadas entre sí y forman un ecosistema. Cuando las especies nativas son destruidas u otras especies son introducidas ese equilibrio se altera y el ecosistema puede llegar a degradarse hasta el punto que no pueda restablecerse por sí mismo. En ciertos casos se realizan esfuerzos para restaurar la vegetación y fauna de lugares degradados, lo cual requiere planeamiento cuidadoso. Ciertas especies no pueden restablecerse a menos que ya estén presentes otras, es decir que es necesario seguir un proceso de sucesión empezando por plantar especies pioneras, seguidas por especies secundarias y terminando con las de clímax.

## Flora nativa
La flora nativa se compone de especies de plantas que pertenecen al ambiente donde habitan naturalmente. Son plantas que sobrevivieron a las condiciones geográficas del ambiente en el cual se desarrollaron y evolucionaron, y están por lo tanto adaptadas a la disponibilidad de recursos locales y a la interacción con otras especies nativas (como los polinizadores). 

### Características
Algunas de las características de la flora nativa son las siguientes:
- Uso eficiente del agua: las plantas nativas viven con el agua disponible en el clima local, por lo tanto, a diferencia de las exóticas, no requieren riego extra.
- Resisten a las condiciones climáticas propias del lugar: resisten a heladas, vientos, sequías estacionales, amplitud térmica, entre otros fenómenos climáticos propios del lugar donde se desarrollaron.

- Adaptación al suelo: no requieren fertilizantes, sustratos adicionales o laboreo del suelo.

- No presentan plagas o enfermedades: animales que normalmente son considerados como plagas, en este caso no son problema, ya que son especies que conviven naturalmente con estas plantas y se relacionan y “controlan” entre sí.
- Favorecen interacciones ecológicas: las pequeñas aves y mamíferos, insectos polinizadores, escarabajos, arañas, propias del lugar, son atraídos a ellas, y juntos forman comunidades complejas donde se desarrollan interacciones ecológicas necesarias e importantes para los ecosistemas. Estas interacciones ayudan al control natural de plagas, la polinización, la dispersión de semillas, la descomposición de materia y el reciclaje de nutrientes del suelo.[3]

- Tienen importancia cultural: muchas plantas tienen propiedades medicinales y culinarias, forrajeras, forestales, melíferas, textiles, tintóreas, aromáticas, propias del lugar donde se desarrollaron, y su uso responsable es parte del acervo cultural que se transmite de generación en generación.

### Beneficios
Las plantas nativas se utilizan para la reforestación, sobre todo en suelos degradados por actividades como la agricultura, y la ganadería. Las plantas nativas utilizadas en la reforestación también contribuyen a la conservación del germoplasma nativo. Son muy eficientes para evitar la erosión de los suelos. Se utilizan también para combatir a las especies invasoras, ya que en algunos casos las especies invasoras tienen menos capacidad de sobrevivir a las condiciones cambiantes del ambiente. Son buenos agentes de bioacumulación de metales pesados.

## Fauna nativa
Se refiere a los animales que son originarios de un área específica y que han evolucionado en ese lugar sin haber sido introducidos por actividades humanas. Según la definición de la Comisión de Áreas Protegidas del Ministerio de Ambiente y Desarrollo Sostenible de Colombia, la fauna nativa comprende "los animales que naturalmente habitan en un territorio determinado y que forman parte de su biodiversidad autóctona".

## Ejemplos

### Fauna
La hormiga argentina Linepithema humile es una especie nativa de Argentina, Uruguay, Paraguay y sur de Brasil. Fue llevada accidentalmente a otros lugares del mundo, incluyendo África, Europa, Australia, Nueva Zelanda, Japón y Norteamérica, donde se ha establecido como especie introducida.